# Термити (музичка група)
Термити су били ријечки панк бенд који је обележио ријечку музичку сцену и уопште музичку културу крајем 1970-их и прву половину 1980-их година. Године 1978. почели су с радом након Парафа и остали ријечки панк бендови попут Термита, Протеста, Лома и Задњих. Први наступ Термита одржан је у ријечком клубу Модра, 23. октобра 1978. После распада групе, Мрле је наставио музички рад кроз састав Лет 2 односно Лет 3 са којим и данас изводи нумеру Термита „Вјеран пас“.

## Чланови
- Предраг Краљевић Краљ (вокал)
- Роберт Тичић (гитара)
- Берислав Думенчић (бубањ)
- Дамир Мартиновић Мрле (бас-гитара)
- Јосип Крошњак Пепи (клавијатуре)

## Дискографија
- „Нови панк вал 70-80“, компилација (РТВЉ, 1980)
- „Вјеран пас“, (Dallas 1996)